# Bakonyszombathely
Bakonyszombathely (németül Deutschmarkt) község Komárom-Esztergom vármegyében, a Kisbéri járásban.

## Fekvése
Bakonyszombathely a Kisalföld és a Bakony találkozásánál, a Cuhai-Bakony-ér mentén, Komárom-Esztergom vármegye délnyugati sarkában, változatos természeti környezetben fekszik, .
Főutcája a Bakonycsernye és Mezőörs között húzódó 8208-as út, melynek mentén a település több mint 10 kilométer hosszban nyúlik el. Érinti a községet a Kisbér-Veszprémvarsány (81-es és 82-es főút) között húzódó 8218-as út is, amelyen Kisbértől mindössze 7 kilométer választja el.
Korábban vasúton is elérhető volt a település, a Tatabánya–Pápa-vasútvonalon, amelynek itteni megállási pontja, Bakonyszombathely megállóhely a 8208-as és a 8218-as utak kereszteződésétől szűk egy kilométerre északra található [bekötőútja a 82 323-as mellékút], de 2007 márciusa óta ezen a szakaszon szünetel a személyforgalom.

## Természeti környezete

### Domborzata
Alacsony domblábi lejtőkre és síkságra települt. Magassága 190 és 200 méter között váltakozik.
Forrásaiból a Feketevíz-ér kivételével a Cuhai-Bakony-érbe folyik a víz. Megfelelő helyi vízbázis hiánya miatt vezetékes vizét a tatabányai (táv)vezetékes karszt ivóvízhálózatból kapja. Felszíni kőzetei, mésztartalmú csernozjom barna erdőtalaja táji átmenetet mutatnak.
A községbe látogatók kellemes sétákat tehetnek, botanikai ritkaságokban gyönyörködhetnek a volt Esterházy uradalom kastélyparkjában. A község külterületén elhelyezkedő Feketevízpusztai-tavak természetvédelmi területe érintetlen erdeivel, értékes vad- és madárállományával igazi kikapcsolódási lehetőséget kínál a kirándulóknak. A környékre látogatók vadász-, horgász-, kerékpározó, túrázó szenvedélyüknek egyaránt hódolhatnak.

### Időjárása
Éghajlata nedves kontinentális melegebb és szárazabb értékekkel, mint a kistáj déli felén. Éves középhőmérséklete 9,7 °C fok. Éves csapadékátlaga 650 mm. Ezt kihasználva nagyüzemi almaültetvényeket telepítettek (idared, gloster).

## Története

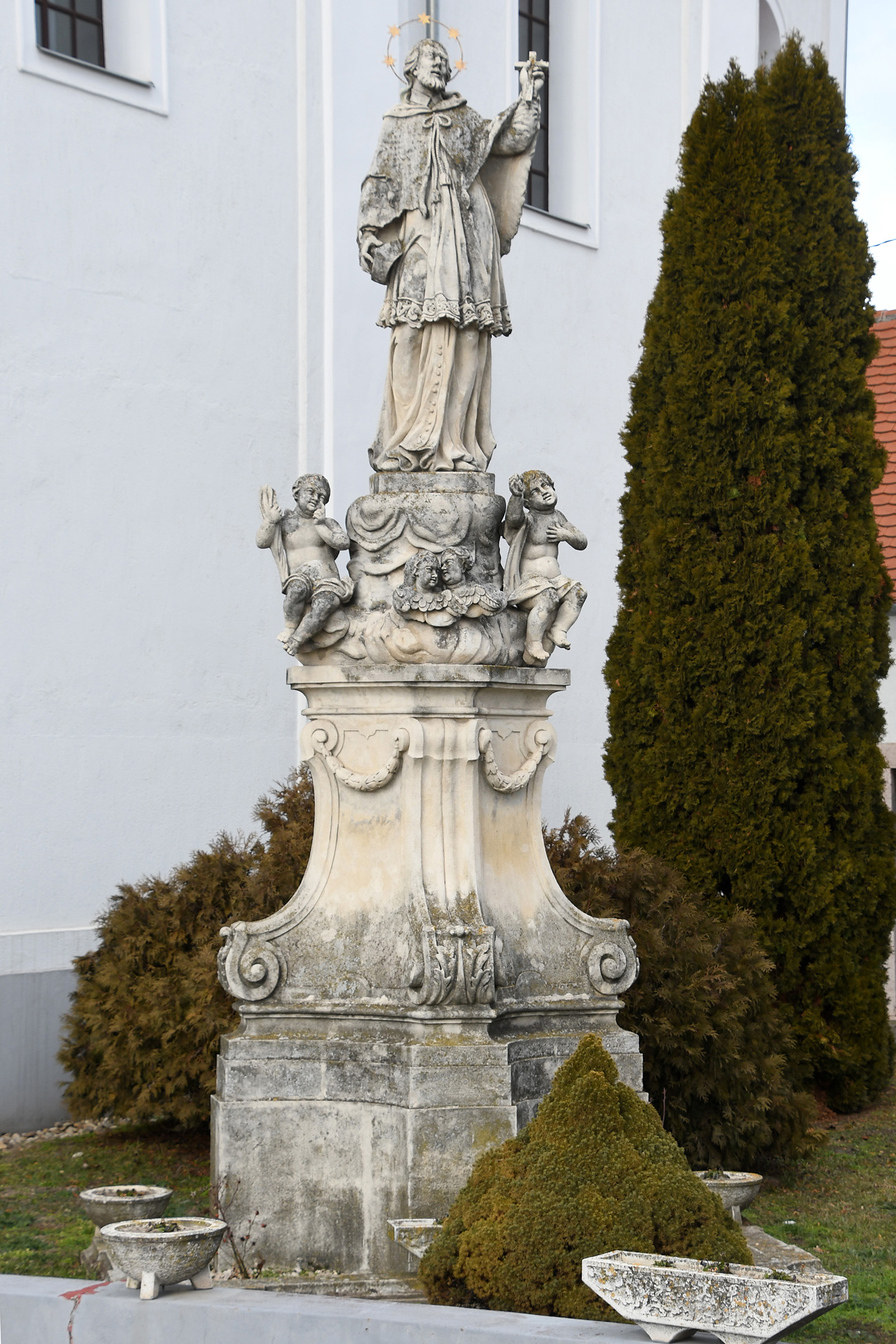
Nepomuki Szent János szobra

Bakonyszombathely területén őskori kőeszközöket találtak, és késő avar kori sírokat is tártak fel. Az Árpád-korban már vásáros hely volt.
Első fennmaradt okleveles említése 1358-ból való. A település neve a szombatonkénti hetivásárra utal. A cseszneki vár tartozékaként a 14. század derekáig a gróf Cseszneky család volt a település ura. 1392-ben Garai Miklós, majd a Szécsi és a Szapolyai család birtoka volt. 1529-ben a törökök elpusztították. Az elnéptelenedett falu 1636-ban került az Esterházy család tulajdonába.
A 17. század végén evangélikus és katolikus magyarok, majd a 18. század végén stájerországi németek költöztek területére. 1792-ben a település nagy része tűzvész áldozata lett. A lakosság megélhetését a 19. század második felétől a 20. század közepéig a növénytermesztés, az állattenyésztés és a környező bányák biztosították.
Bakonyszombathelyen már a 20. század elején volt vasútállomás és távírda, amely az interurbán telefonhálózatba 1922-ben kapcsolódott be. 1944 márciusától súlyos harcok színhelye volt a falu, ekkor égett le a kastély, a téglaégető, a pincegazdaság és több mint száz lakóház.
1949-ben a volt Esterházy-uradalmat állami gazdasággá szervezték, melyet 1990-ben privatizáltak és újjáalakítottak. Lakóinak a mezőgazdaság mellett szolgáltató, társas és egyéni vállalkozások adnak munkát. A települést 1950-ben csatolták Veszprém vármegyétől Komárom vármegyéhez.

## Közélete

### Polgármesterei
- 1990–1994: Háberfelner László (független)[3]
- 1994–1998: Háberfelner László (független)[4]
- 1998–2002: Háberfelner László (független)[5]
- 2002–2006: Pintér Lajos (független)[6]
- 2006–2010: Pintér Lajos (független)[7]
- 2010–2014: Pintér Lajos Tibor (független)[8]
- 2014–2019: Pintér Lajos Tibor (független)[9]
- 2019–2024: Géringer Istvánné (független)[10]
- 2024– : Géringer Istvánné (független)[1]

## Népesség
A település népességének változása:
| Lakosok száma | 1450 | 1456 | 1453 | 1370 | 1364 | 1305 | 1292 |
|               | 2013 | 2014 | 2015 | 2021 | 2022 | 2023 | 2024 |

A 2011-es népszámlálás során a lakosok 78%-a magyarnak, 0,8% cigánynak, 0,7% németnek mondta magát (21,9% nem nyilatkozott; a kettős identitások miatt a végösszeg nagyobb lehet 100%-nál). A vallási megoszlás a következő volt: római katolikus 41,5%, református 4,7%, evangélikus 16%, görögkatolikus 0,1%, felekezeten kívüli 7,2% (29,8% nem nyilatkozott).
2022-ben a lakosság 91,1%-a vallotta magát magyarnak, 1,5% cigánynak, 1% németnek, 0,4% szlováknak, 0,1-0,1% szerbnek, lengyelnek, románnak, szlovénnek, ruszinnak és ukránnak, 1,1% egyéb, nem hazai nemzetiségűnek (8,8% nem nyilatkozott; a kettős identitások miatt a végösszeg nagyobb lehet 100%-nál). Vallásuk szerint 30,9% volt római katolikus, 12,3% evangélikus, 5,1% református, 0,2% görög katolikus, 0,1% izraelita, 0,2% egyéb keresztény, 1,2% egyéb katolikus, 10,9% felekezeten kívüli (39,2% nem válaszolt).

## Nevezetességei
- 1762-ben emelt Szent Imre római katolikus templom (műemlék)
- 1739-ben emelt evangélikus templom
- Nepomuki Szent János-szobor
- Esterházy-kastély
- A volt Esterházy-uradalom angolparkja (természetvédelmi terület): ritka, kétszáz évesnél is idősebb kocsányos tölgyek, nyolcvan-százhúsz éves kislevelű hársak, magas kőrisek
- A Feketevíz-puszta  védett területe, növény- és állatvilága